# Acacia linophylla
Acacia linophylla é uma espécie de leguminosa do gênero Acacia, pertencente à família Fabaceae.